# Teoria sistemului mondial
Wallerstein descrie sistemul international ca un circuit economic bazat pe cercuri centrale, cu state care dispun de capital si tehnologie, periferice - statele cu materii prime si semiperiferice.